# Distant Early Warning Line

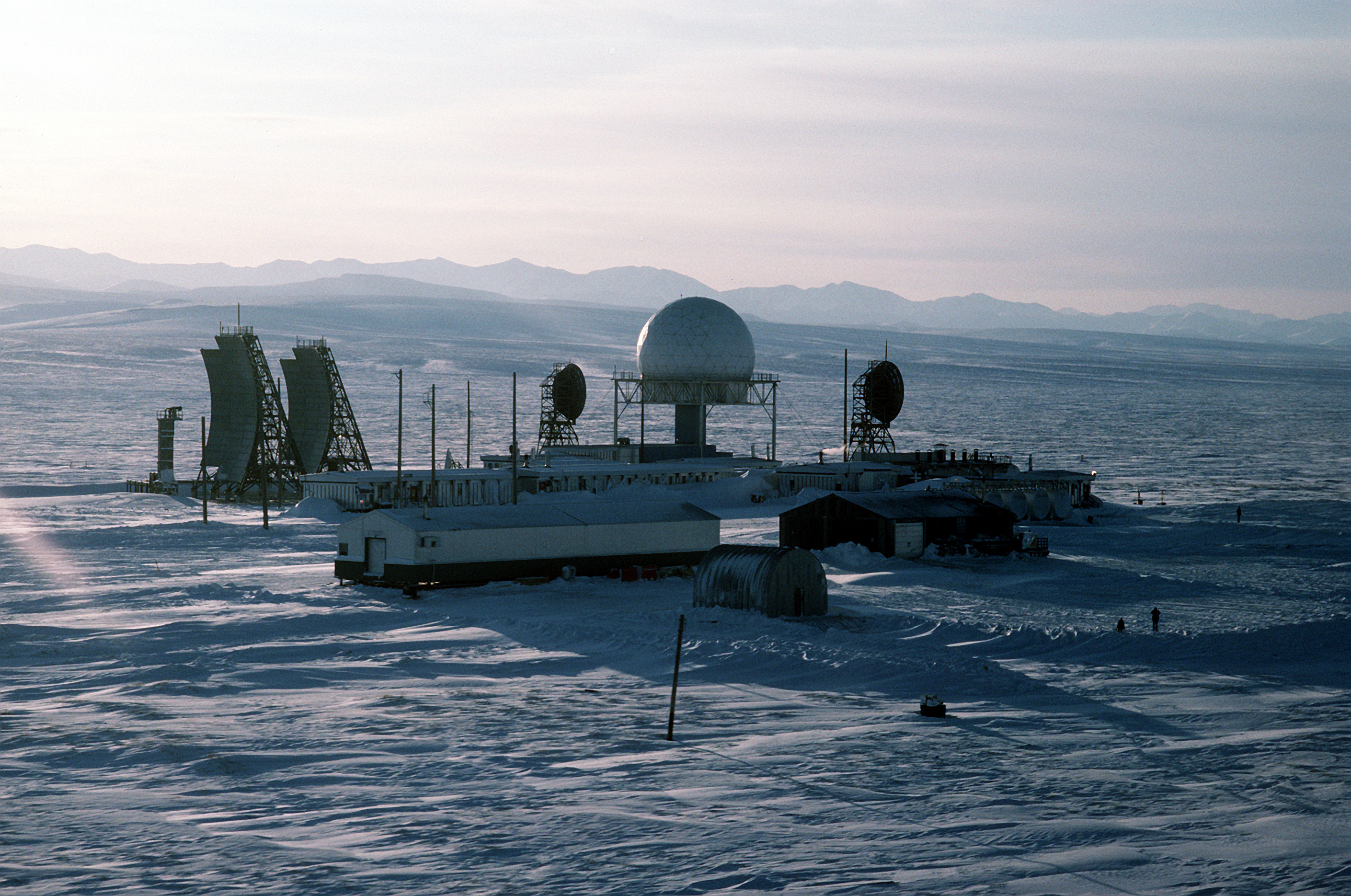
DEW Line Station in Point Lay, Alaska

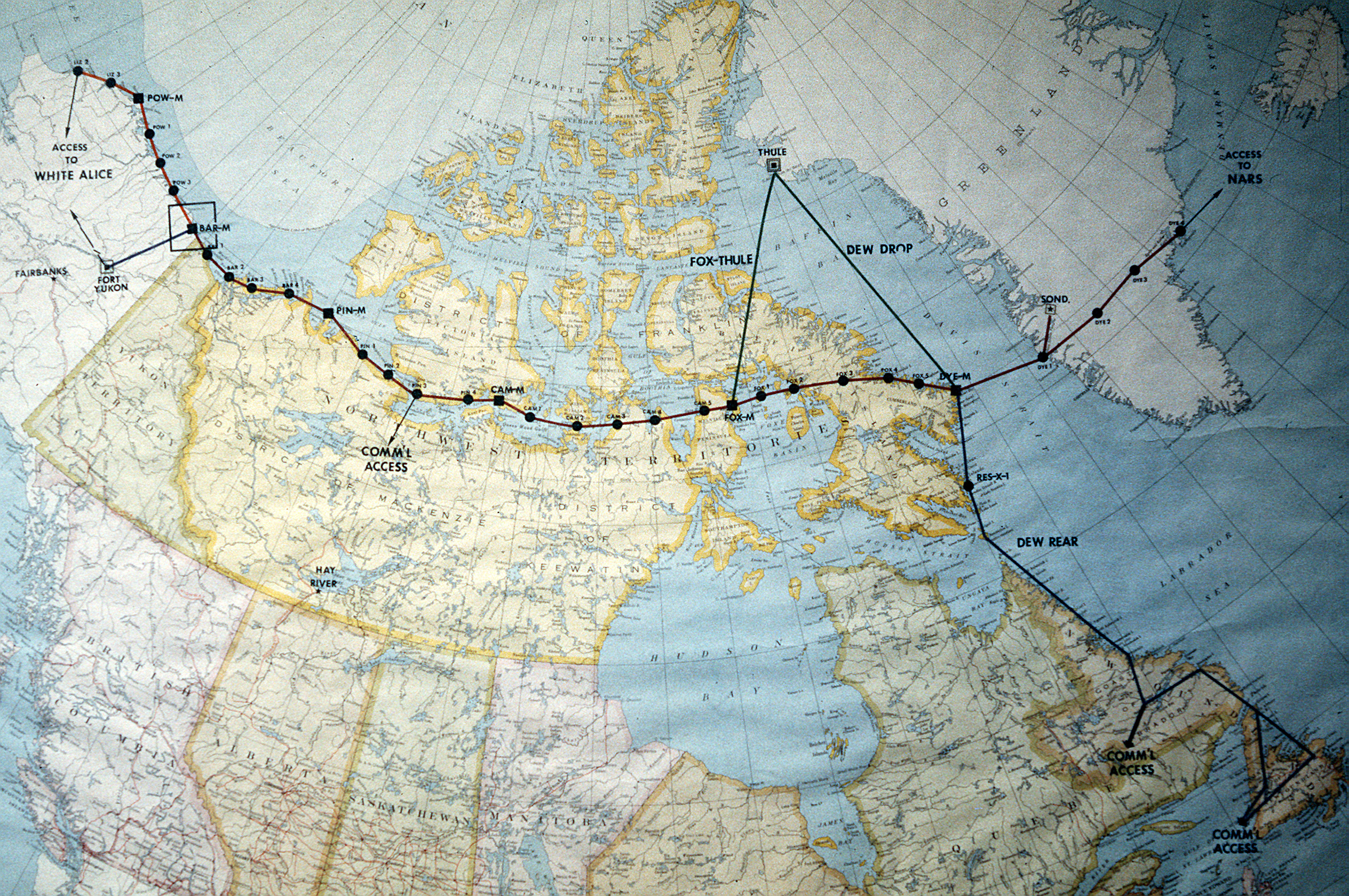
Karte der Distant Early Warning (DEW) Line

Die Distant Early Warning Line (DEW Line) war eine Kette von Radarstationen entlang der arktischen Region Nordamerikas sowie Grönlands.
Sie wurde zu Beginn der 1950er Jahre von US-amerikanischen Wissenschaftlern mit Unterstützung Kanadas entwickelt und zwischen 1955 und 1957 errichtet. Das Ziel der Distant Early Warning Line war es, mögliche Luftangriffe der Sowjetunion auf nordamerikanische Ziele aufzudecken und der United States Air Force (USAF) des Strategic Air Command (SAC) eine ausreichende Vorwarnzeit zu geben, damit diese ihre Streitkräfte für eine Abwehr, beziehungsweise einen Vergeltungsschlag, mobilisieren konnte. Mit der Entwicklung von Interkontinentalraketen (ICBM) und U-Boot-gestützter Raketen (SLBM) jedoch wurde die Distant Early Warning Line bereits zum Ende der 1950er Jahre durch das nukleare Wettrüsten überholt.

## Geschichte
Die USA gingen aus dem Zweiten Weltkrieg als einzige Atommacht hervor. US-amerikanische Militärstrategen sahen diese Vormachtstellung in der direkten Nachkriegszeit nicht gefährdet und maßen Verteidigungsprojekten auf nordamerikanischem Boden somit lediglich eine nachgeordnete Priorität zu. Mit der Detonation eines nuklearen Sprengkörpers durch die Sowjetunion im Jahr 1949 wurden diese Bewertungen schnell revidiert. Die vom US-amerikanischen Präsident Harry S. Truman in Reaktion auf den erfolgreichen Nukleartest in Auftrag gegebene Sicherheitsstudie NSC 68 formulierte entsprechend die neue Einschätzung der Gefahrenlage. Demnach waren nun Großstädte und Industriezentren in Kanada und den USA von nuklearbestückten sowjetischen Bombern bedroht. Als Bestandteil der in NSC 68 formulierten Abschreckungsstrategie (Containment-Politik) sollten nun Warnsysteme entlang der arktischen Grenze errichtet werden.